# ژاک دبلیکس
ژاک دبلیکس (انگلیسی: Jacques Debelleix; ۱۳ مارس ۱۹۳۴ – ۲۹ سپتامبر ۲۰۱۲) بازیکن فوتبال بود.